# Notopleura congesta
Notopleura congesta är en måreväxtart som beskrevs av Charlotte M. Taylor. Notopleura congesta ingår i släktet Notopleura och familjen måreväxter. Inga underarter finns listade i Catalogue of Life.